# 須賀川市
須賀川市（日语：／ Sukagawa shi */?）是位于福島縣中部的一市。

## 地理
- 山: 宇津峰山
- 河川: 阿武隈川、釋迦堂川

### 接壤的自治体
- 郡山市
- 岩瀨郡：鏡石町、天榮村
- 石川郡：玉川村、平田村

## 姊妹市
- 洛阳市
- M78星云·光之国（虚构）[1]

## 外部連結
- 官方网站 （日語）